# オルロフ家
オルロフ家（オルロフけ、ロシア語: Орло́в、ラテン文字表記の例：Orlov）は、ロシアの貴族。エカチェリーナ2世の政権掌握にあたって活躍し、以後、著名な政治家、外交官、軍人を輩出した。男系の子孫が絶えたため、1856年血縁関係のあったダヴィドフ家から後嗣を迎えオルロフ伯爵家を継承させた。

## オルロフ兄弟

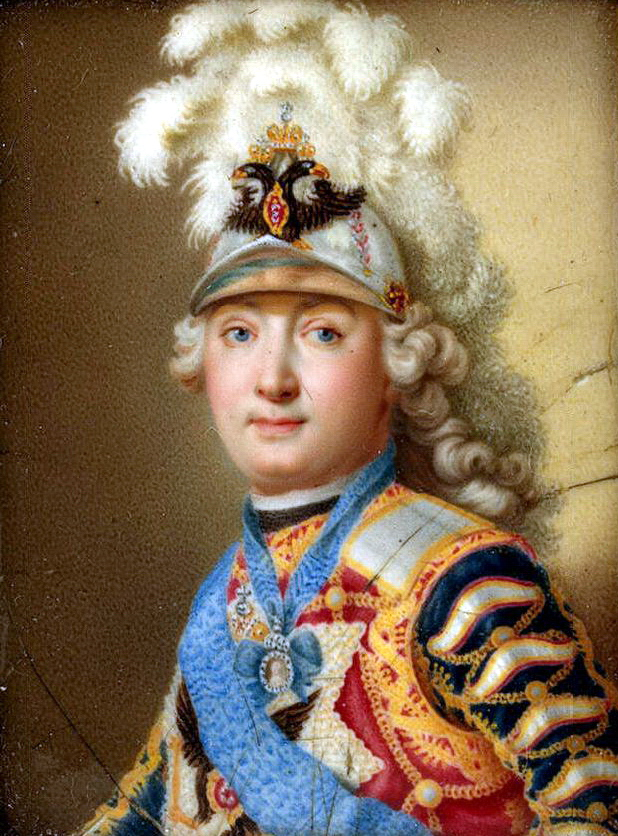
グリゴリー・オルロフ

### グリゴリー・グリゴリエヴィチ・オルロフ
グリゴリー・グリゴリエヴィチ・オルロフ伯爵（ロシア語: Григорий Григорьевич Орлов、ラテン文字表記の例：Grigory Grigoryevich Orlov、1734年10月17日（ユリウス暦10月6日） - 1783年4月24日（ユリウス暦4月13日））は、いわゆる「オルロフ四兄弟」の次兄。オルロフ家勃興のきっかけを作った人物として特筆される。父グリゴリー・オルロフは、ノブゴロド県知事を務めた。サンクトペテルブルクで陸軍士官学校を終えた後、軍務に就く。
グリゴリー・オルロフの軍人生活は七年戦争で始まった。ツォルンドルフの戦いでは負傷している。帰国後、砲兵将校としてペテルブルク勤務となるが、この間、皇太子妃エカチェリーナ・アレクセーエヴナ（のちのエカチェリーナ2世）の愛人となる。
1762年1月エリザヴェータ女帝が崩御し、ピョートル3世が即位すると、エカテリーナも皇后となるが、皇帝夫妻の不仲は変わらず、ピョートルの失政は貴族、ロシア正教会、軍からも不評を買った。
グリゴリー・オルロフの子供を妊娠していたエカチェリーナはこうした情勢を見て取り、グリゴリー・オルロフを筆頭とするオルロフ兄弟を中心にニキータ・パーニン伯、エカテリーナ・ダーシュコワなどを糾合し政権奪取に向けて動いた。同年7月にクーデターを敢行してピョートル3世を退位させ、エカチェリーナ2世が即位した。
クーデター後、エカチェリーナ2世はオルロフを伯爵に叙し、高級副官、工兵総監、首席大将に任じられた。また、1762年4月にエカチェリーナが産んだオルロフの息子アレクセイはボーブリンスキー伯爵家を創設した。オルロフ家を除去しようとするフリトロヴォ（Khitrovo）の陰謀が発覚したのち、逆にグリゴリー・オルロフは絶頂期を迎えた。ついには女帝との結婚までが考えられるようになったが、この計画はニキータ・パーニン伯の忠告に女帝が従ったことによって潰えた。

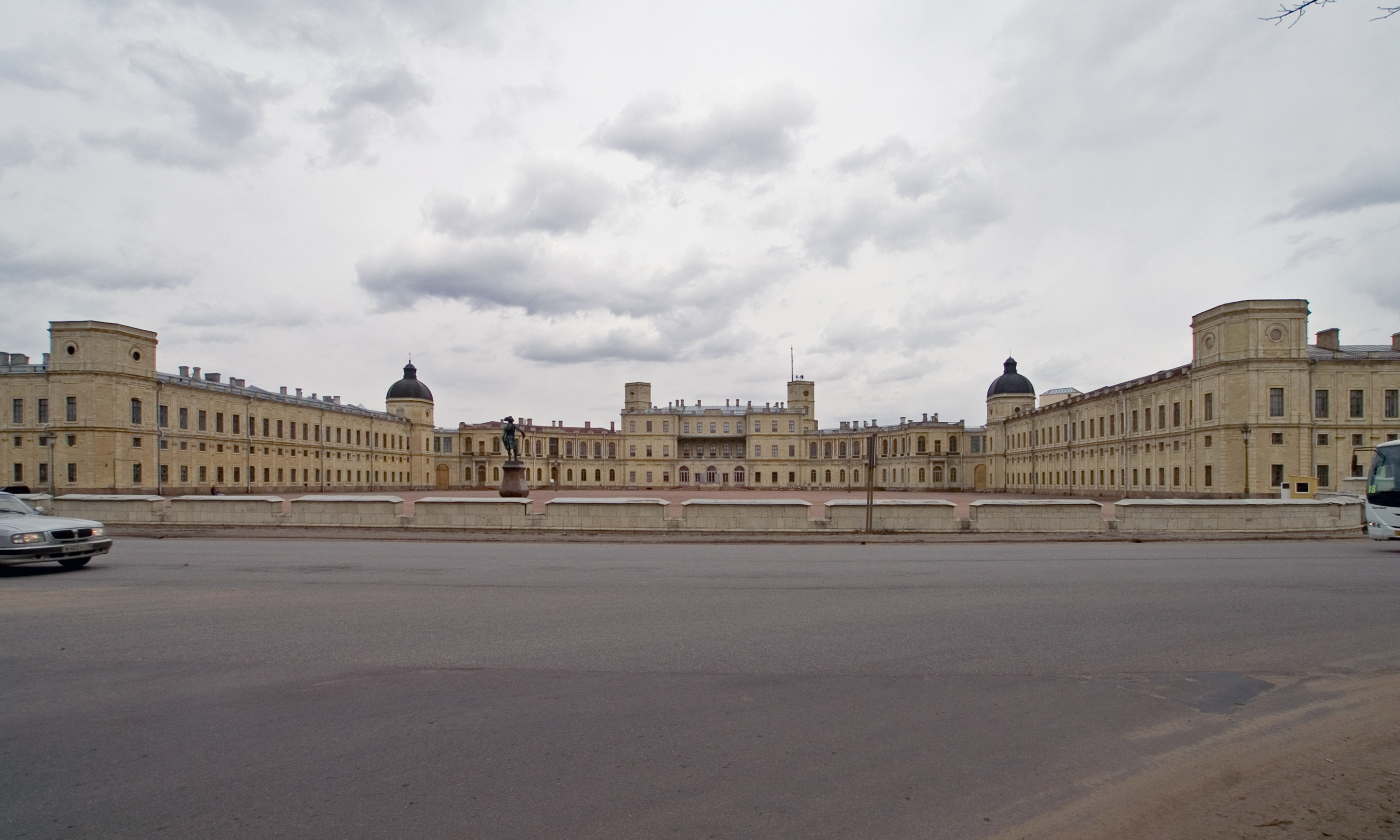
1783年グリゴリー・オルロフは、所有するガッチナの巨大な荘園と城を皇太子（のちのパーヴェル1世）に売却した

グリゴリー・オルロフは政治家としての資質に欠けていた。もっとも彼は当意即妙の機知に富み、時事問題に関する正確な視点を持ち合わせてはいた。エカチェリーナ2世の治世当初にあっては有能かつ女帝と共鳴する顧問として国政に関与した。オルロフは愛国心と経済的な動機から農奴制の問題に熱中した。オルロフは農奴の部分的解放による生活の改善を主張した。オルロフはまた、啓蒙専制君主然としたエカチェリーナ2世の歓心を得ようとして、学術会議「自由経済協会」Free Economic Societyの総裁に就任し、さらに1767年全ロシア法制委員会の最も著名な主唱者としても行動した。
オルロフにはスラブ派の最も初期の煽動者としての一面もあった。彼はオスマン帝国からキリスト教徒を解放しようと目論んだ。1771年フォクシャーニFocşaniで行われた講和会議にロシア側全権代表として赴いたが、これは全くの失敗に終わった。失敗の理由は、パーニン伯によればオルロフの法外に横柄な外交姿勢に対してオスマン帝国側が硬化してしまったためであった。最もオルロフの全権委員就任自体、弟アレクセイの赫々たる戦果や、エカチェリーナが政治家として大任を自らに与えてくれないという焦燥感に駆られたものであり、政治家、政略家に不可欠な資質に欠ける彼には荷が勝ちすぎる職務であった。講和に失敗し、宮廷の許可も得ずペテルブルクの居城、大理石宮殿に戻ったオルロフは女帝の寵愛がより若いヴァシリチコフに移り、自身が失寵したことに気付いた。
エカチェリーナの愛を取り戻そうと、オルロフは女帝に対して世界最大級のダイヤモンドを献上する。これが「オルロフ」の名で知られるダイヤモンドである。しかし、一度失われた愛情を取り戻すことはできなかった。
1771年、エカチェリーナ2世にとって「唯一の伴侶」グリゴリー・ポチョムキン（後にエカチェリーナとの間に女児エリザヴェータ・ポチョムキナ（チョムキナ）を儲ける）が登場する。かつて権勢を極めたグリゴリー・オルロフは宮廷からも遠ざかり外国に渡った。1780年ロシアに帰国しモスクワに移る。晩年、姪に当たるジノヴィエワ夫人と結婚したが、子どもはいなかった。

### アレクセイ・グリゴリエヴィチ・オルロフ

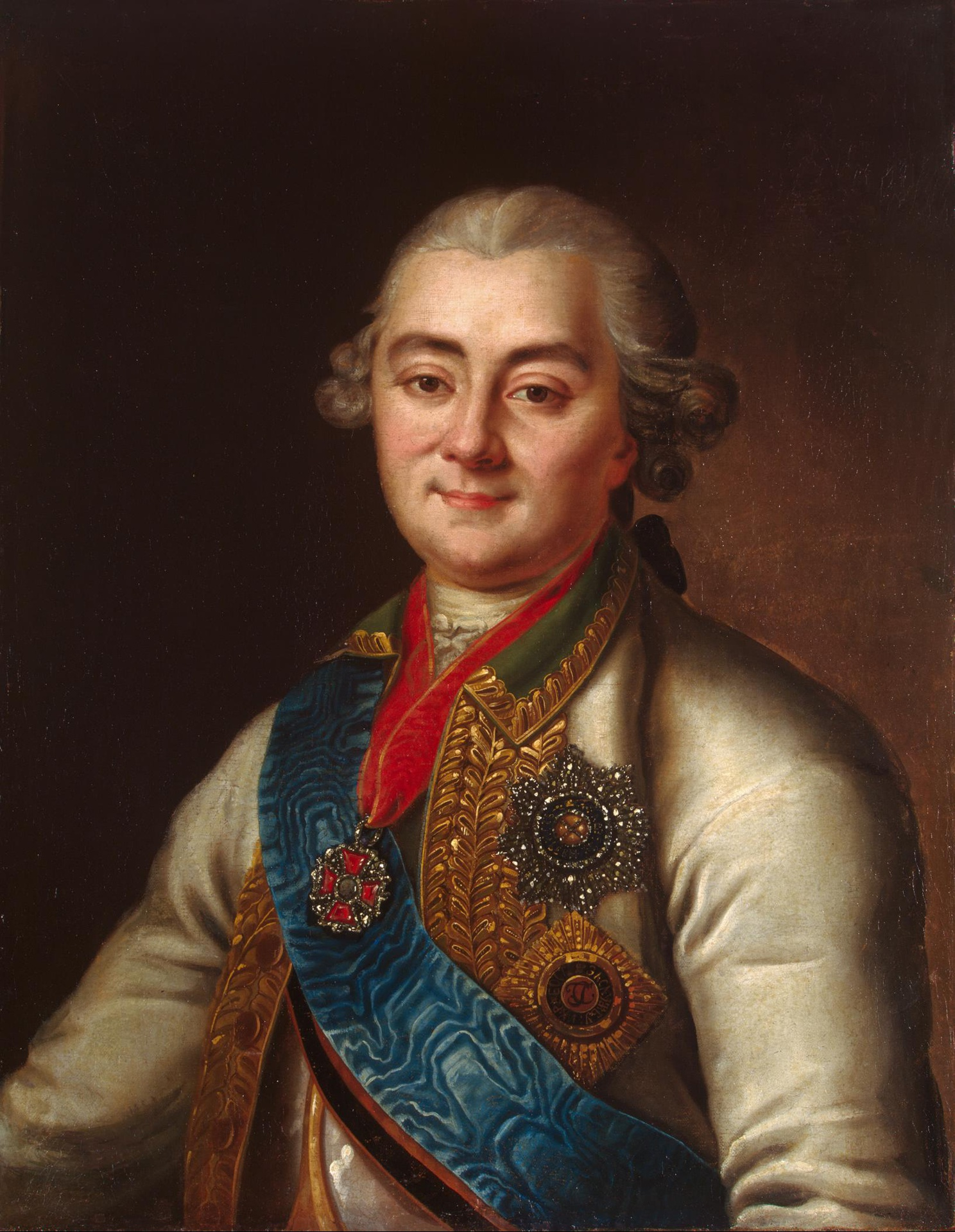
アレクセイ・オルロフ

アレクセイ・グリゴリエヴィチ・オルロフ伯爵（ロシア語: Алексей Григорьевич Орлов、ラテン文字表記の例：Alexey Grigoryevich Orlov、1737年10月5日（ユリウス暦9月24日） - 1808年1月5日（ユリウス暦1807年12月24日））は、オルロフ兄弟の三男。オルロフ兄弟中、最も有能で強壮な力量と機敏な頭脳を併せ持った人物と評された。1762年のクーデターではエカチェリーナ2世の奪権に尽力し、さらにピョートル3世をロプシャの監獄で殺害した。
1770年オスマン帝国との戦争では、ロシア艦隊を率いて活躍した。チェスマの海戦 w:Battle of Chesmaで戦力に勝るトルコ艦隊を撃破し、「オルロフの反攻Orlov Revolt」と呼ばれるギリシャ征服計画で戦果を挙げた。この武勲に対して、1774年オルロフ＝チェスメンスキー、Orlov-Chesmenskyの称号と、戦いを記念した紋章を勅許された。
同年、エカチェリーナ2世の勅命で、リヴォルノに赴き、エリザヴェータ女帝とその寵臣であったアレクセイ・ラズモフスキー伯爵の間の子であると自ら僭称していたエリザヴェータ・アレクセーエヴナ・タラカノワw:Yelizaveta Alekseyevna Tarakanovaをロシアに連行した。この、ある種奇妙な任務に成功した後、アレクセイ・オルロフはモスクワに隠棲した。
モスクワに引退したのち、アレクセイ・オルロフは馬の飼育、品種改良に熱中した。馬の趣味が嵩じて、ついには"finest race of horses"と称されるレースを演出するにまで至った。また、アラブ種とフリージア種w:Friesian horseの馬を交配してオルロフ・トロッターw:Orlov trotterという新種を、アラブ種とサラブレッドやロシア土着牝馬を交配させのちのオルローフ・ロストプチン種という新種を作り上げ、前者はイギリスの種馬品評会に、後者はペルシアの競馬にそれぞれ出場させている。1806年から1807年にかけてナポレオン戦争が起こると、アレクセイ・オルロフは自弁で5つの地区の民兵を指揮した。アレクセイは死に際し、500万ルーブルと三万人の農奴を有する領土を遺している。

### オルロフ兄弟とその子孫

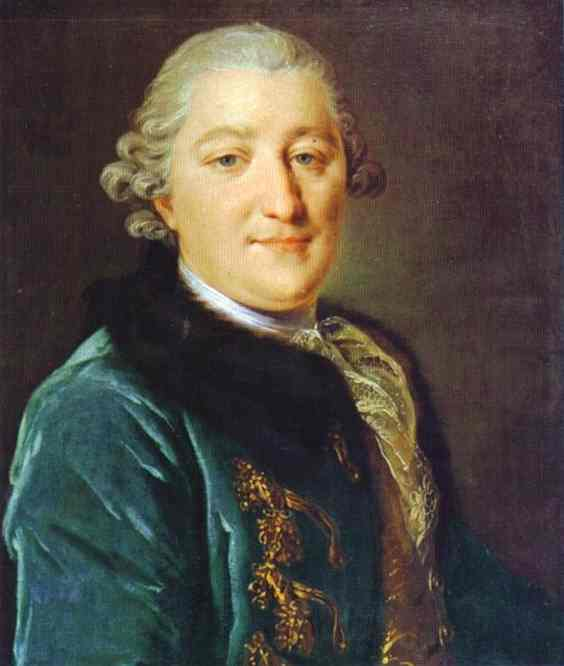
イワン・オルロフ（フョードル・ロコトフw:Fyodor Rokotov画）

イワン・グリゴリエヴィチ・オルロフ（1733年 - 1791年）は、オルロフ四兄弟の長兄。1746年父グリゴリーの死後、オルロフ家の家督を継ぐ。弟達は、家長となったイワンを父同様に尊敬した。イワンは慎み深く質素な生活を送り、オルロフ家の財産を守った。1762年クーデター後にオルロフ家が伯爵号を授与され巨大な財産を得たときにもイワンは節度ある態度を取り、望めばどんな国家の要職や称号を受けることができたにもかかわらず、これを峻拒した上で、モスクワのオルロフ家の地所に住み続けた。
四男、フョードル・グリゴリエヴィチ・オルロフ伯爵（1741年 - 1796年）は、ロシア陸軍に入り将軍にまで昇進する。彼は七年戦争で頭角を現し1762年のクーデターに兄達とともに参加した。クーデター後、元老院議員、首席財務官に任命された。第一次トルコ戦争（露土戦争 (1768年)、w:Russo-Turkish War, 1768-1774）では、グリゴリー・スピリドフw:Grigory Spiridov提督の指揮下に入り、チェスマの海戦で最初にトルコ軍の戦列を突破したひとりとなった。その後トルコの艦艇18隻を捕獲し、これらの軍功によって聖エカテリーナ勲章を受章し、戦功を記念してツァールスコエ・セローには記念碑w:Chesme Columnが建てられた。1775年に公職を辞し、引退した。フョードルは正式な結婚はしなかったが、5人の庶子がいた。そのいずれもが長じて、エカチェリーナ2世によって貴族に取り立てられ、嫡出子とされた。
ウラジーミル・グリゴリエヴィチ・オルロフ伯爵（1743年 - 1831年）は、オルロフ兄弟の末子。1762年のクーデターの時は19歳であったため、4人の兄たち、「オルロフ四兄弟」とは区別される場合もある。兄たちは末弟を聡明であるとして、一層の教養を身につけさせるべくライプツィヒ大学に入れた。大学での勉学は長くなかったにもかかわらず、帰国後、エカチェリーナ2世によって科学アカデミー総裁に任命された。ウラジーミルはラテン語については、それほど重視せず、ドイツ語の学習に力点を置いた。ウラジーミル自身、ドイツ語は相当流暢であった。総裁としてのウラジーミルはペーター・シモン・パラス（w:Peter Simon Pallas）ら、外国の学者を多くロシアに招聘している。
1767年、エカチェリーナ2世のヴォルガ行幸に随行し、この間の様子を紀行文に著している。次兄グリゴリーが失寵後は、科学アカデミー総裁などの公職を辞して領地に退いた。
ウラジーミル・オルロフには、幾人かの子女がいた。娘のひとりは、ニキータ・ペトローヴィチ・パーニン伯爵（w:Nikita Petrovich Panin）に嫁いだ。
ウラジーミルの子息、グリゴリー・ウラージミロヴィチ・オルロフ伯爵（1777年 – 1826年6月22日）は、父に先立ち世を去ったが、その生涯は父同様、科学に身を捧げたものと言えよう。1799年11月アンナ・サルトィコワと結婚後、フランス、イタリア、スイスを訪問した。パリ滞在中、イワン・クルィロフw:Ivan Krylovの著作をフランス語に翻訳している。アンナ夫人の死後、ロシアに帰国。
主著にイタリア史について著述し、ドイツ語、英語、イタリア語に翻訳されたMémoirs historiques, politiques et littéraires sur le Royaume de Naplesや、音楽と絵画を主題としたHistoire des Arts en Italie、Voyages dans une Partie de la France, ou Lettres descriptives et historiques
（1824年パリで出版）などがある。1809年1月25日ロシア科学アカデミー名誉会員となる。3人の庶子を遺した。

## オルロフ公爵

### アレクセイ・フョードロヴィチ・オルロフ
アレクセイ・フョードロヴィチ・オルロフ公爵（1787年10月19日（ユリウス暦10月8日） - 1862年5月21日（ユリウス暦5月9日））は、オルロフ四兄弟の四男フョードル・オルロフの庶子としてモスクワに生まれた。長じて軍に進み1805年からパリ進軍に至るナポレオン戦争全期間に従軍している。
1825年、デカブリストの乱では、近衛騎兵連隊長として反乱を鎮圧し、この時の功績を認められ伯爵に叙せられる。1829年、露土戦争で中将に昇進する。この昇進は外交官としても出世の第一歩となった。1833年、アドリアノープル講和会議ではロシア側全権を務めた。1833年、駐トルコ公使としてコンスタンチノープルに赴任し、同時に黒海艦隊司令長官を兼務した。アレクセイ・フョードロヴィチは皇帝ニコライ1世の信任厚い人物のひとりで1837年の外国訪問に随行している。1844年、政治秘密警察として悪名高い皇帝官房第三部の第二代長官に任じられた。
1853年、クリミア戦争が勃発すると、1854年、オーストリアをロシア側に引き込むためにウィーンに派遣されたが、工作は不首尾に終わった。1856年、パリ講和会議でロシア全権として講和条約を締結する。同年公爵に昇爵し国家評議会議長及び大臣会議議長（首相）に任じられる。1857年、農奴問題秘密委員会議長となる。1862年5月21日（ユリウス暦5月9日）、サンクトペテルブルクで死去した。

### その他オルロフ公爵
アレクセイ・フョードロヴィチ・オルロフの一子、ニコライ・アレクセーエヴィチ・オルロフ公爵（1827年 - 1885年）は、ロシアの外交官、著述家。始め軍務に就き、クリミア戦争に従軍し重傷を負う。その後、外務省に入り1860年ブリュッセル、1870年パリ、1882年ベルリンに赴任し、公使を歴任する。出版人としては、自由主義的改革の最前線に立ち、1881年Russkaya Starinaに体罰w:Corporal punishment反対の論陣を張り、廃止に至らしめた。ニコライ・アレクセーエヴィチは、敵対する思想への寛容の精神を主張していた。
ミハイル・フョードロヴィチ・オルロフ（1788年 - 1842年）は、アレクセイ・フョードロヴィチ・オルロフの弟に当たる。ナポレオン戦争に従軍し活躍したのち、1814年ロシアに帰国し少佐に任じられる。ミハイル・フョードロヴィチは、アレクサンドル・プーシキンと親交を持っていた。また、ナポレオン戦争に従軍した多くの青年将校同様、自由主義者となり、農奴解放と共和制を主張するようになる。1818年から、秘密結社に所属し、キシナウにおける組織化を担当した。1825年デカブリストの乱が失敗した後、逮捕されたが、すぐに釈放された。その後モスクワで学究生活を送り、投融資に関する先駆的な論文を発表した。